# کنت دیویس (بازیکن بسکتبال)
کنت دیویس (انگلیسی: Kenneth Bryan Davis؛ زادهٔ ۱۲ سپتامبر ۱۹۴۸) بازیکن بسکتبال در پست پوینت گارد اهل ایالات متحده آمریکا است.
از باشگاه‌هایی که در آن بازی کرده‌است می‌توان به اشاره کرد.
وی در مسابقات کشوری و بین‌المللی در مجموع برندهٔ ۱ مدال نقره شده‌است.